# La voce del silenzio (film 1953)
La voce del silenzio è un film del 1953 diretto da Georg Wilhelm Pabst.

## Trama

Aldo Fabrizi in una scena del film

Un gruppo di persone, per cercare di dare un senso alla propria esistenza, si ritira in un convento poiché ciascuno ha problemi considerati insormontabili: un reduce di guerra dato per morto rientra dalla prigionia in modo clamoroso e una volta a casa trova la moglie sposata e felice con un altro uomo; un partigiano, durante un'azione di guerra, causa la morte di tre persone; un commerciante di candele votive è troppo egoista nell'esercitare il suo mestiere. Poi giungono al convento uno scrittore celebre per la sua produzione di opere per adulti attraverso le quali, secondo molti detrattori, corrompe molte menti giovanili, e un sacerdote giovane che, costernato da un simile tumulto di anime, viene colto da sfiducia riguardo alla sua vocazione. Alla fine del soggiorno ripartiranno tutti, sia quelli rafforzati nelle proprie convinzioni sia quelli che rimangono con il loro carattere e decidono di proseguire la loro vita precedente.

## Produzione
Il film fu girato negli studi di Cinecittà. Iscritto al P.R.C. con il n. 1.141, fu presentato alla Commissione di Revisione Cinematografica, presieduta da Giulio Andreotti, il 10 gennaio 1953, e ottenne il visto di censura n. 13.502 del 28 gennaio 1953 senza alcun taglio e con una lunghezza della pellicola dichiarata di 2.993 metri. Fu  proiettato nell'aprile del 1953, ma non ebbe molta fortuna: incassò 99.000.000 di lire. In Francia, paese coproduttore, uscì il 29 aprile 1953 col titolo La maison du silence, mentre in Germania fu presentato con il titolo Männer ohne Tränen il 26 dicembre 1958. Molti ne attribuiscono la regia al solo Bruno Paolinelli.